# Jakub Štěpánek
Jakub Štěpánek (ur. 20 czerwca 1986 we Vsetínie) – czeski hokeista, reprezentant Czech.

## Kariera
- HC Vsetín U20 (2000-2001)
  -  HC Poruba U20 (2001-2006)
- HC Vítkovice (2006-2010)
  -  HC Poruba (2006-2008)
- SKA Sankt Petersburg (2010-2012)
- HC Lev Praga (2012-2013)
- Siewierstal Czerepowiec (2013-2015)
  -  SC Bern (2015-2016)
- HC Pardubice (2016)
- Lukko (2016-2017)
- Slovan Bratysława (2017-2018)
- Lausanne HC (2018)
- Slovan Bratysława (2018-2019)
- HC Pardubice (2019)
- HC Oceláři Trzyniec (2019-2021)
  -  HC Frýdek-Místek (2019/2020)
- Brûleurs de Loups de Grenoble (2021-)

Wychowanek HC Vsetín. Od października 2012 do kwietnia 2013 roku zawodnik HC Lev Praga. Od maja 2013 zawodnik Siewierstali Czerepowiec, związany dwuletnim kontraktem. W listopadzie 2014 przedłużył kontrakt o trzy lata. W grudniu 2015 został wypożyczony do szwajcarskiego klubu SC Bern na czas do końca sezonu National League A (2015/2016). Od września 2016 zawodnik HC Pardubice. Od października 2016 zawodnik fińskiego Lukko. Od lipca 2017 zawodnik Slovana. Po zakończeniu sezonu KHL (2017/2018) w barwach drużyny słowackiej na początku marca 2018 przeszedł do szwajcarskiego klubu Lausanne HC. Po zakończeniu sezonu w maju 2019 powrócił do Slovana. 19 lutego 2019 został zdyskwalifikowany przez władze dyscyplinarne KHL na pięć spotkań za niesportowe zachowanie w meczu. Od lipca 2019 ponownie zawodnik HC Pardubice. Od początku grudnia 2019 do połowy stycznia 2020 związany terminowym kontraktem HC Oceláři Trzyniec. Po upływie tego okresu związał się umową z trzynieckim klubem, którą przedłużył w marcu 2020. W maju 2021 przeszedł do francuskiego zespołu Brûleurs de Loups de Grenoble.
Uczestniczył w turniejach mistrzostw świata w 2009, 2010, 2011, 2012 oraz na zimowych igrzyskach olimpijskich 2010.

## Sukcesy

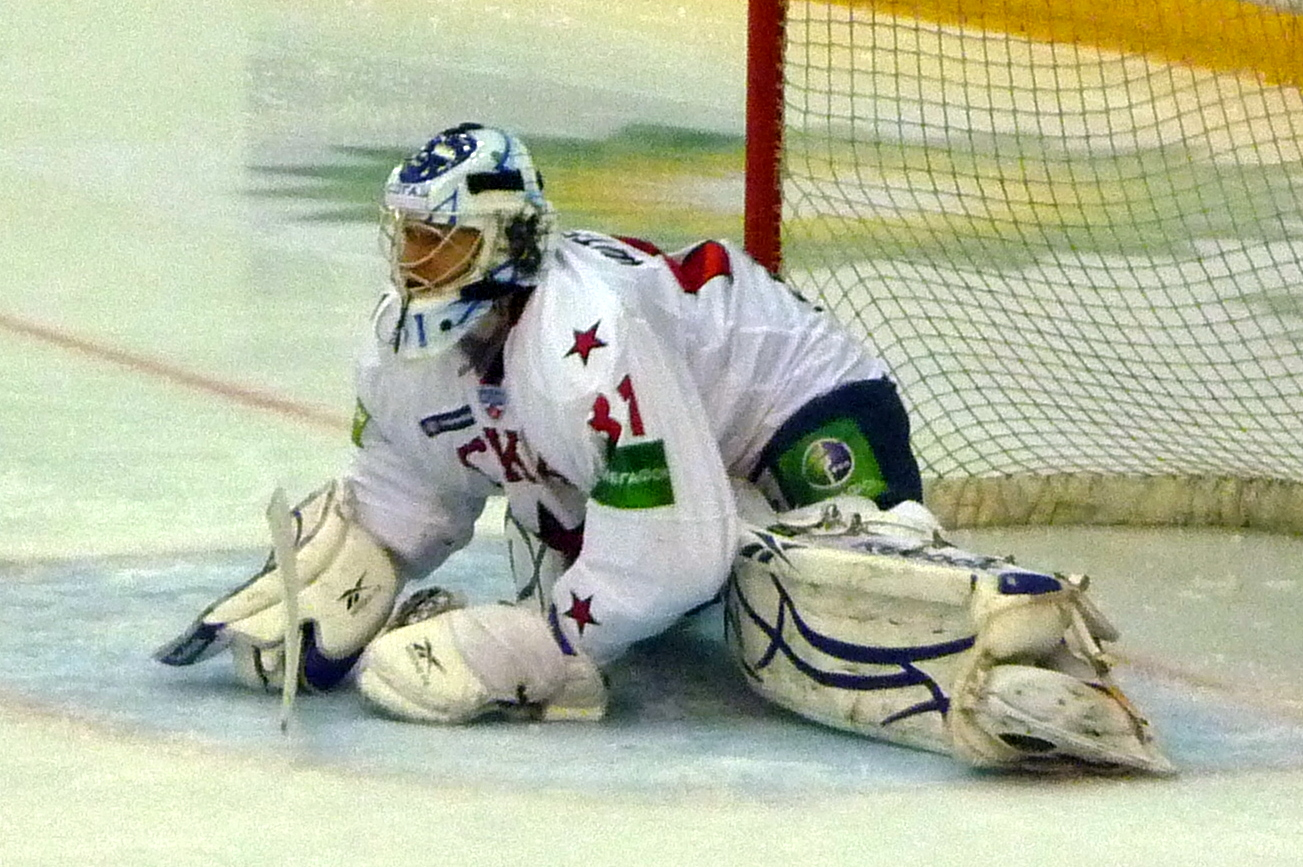
Jakub Štěpánek w barwach SKA (2010)

Reprezentacyjne
- Złoty medal mistrzostw świata: 2010
- Brązowy medal mistrzostw świata: 2011, 2012

Klubowe
- Srebrny medal mistrzostw Czech: 2010 z HC Vítkovice
- Puchar Spenglera: 2010 ze SKA
- Złoty medal mistrzostw Szwajcarii: 2016 z SC Bern
- Złoty medal mistrzostw Czech: 2021 z Oceláři Trzyniec
- Złoty medal mistrzostw Francji: 2022 z Brûleurs de Loups

Indywidualne
- Najniższy współczynnik straconych goli na mecz wśród bramkarzy czeskiej extraligi w sezonie 2008/2009: 2,15
- Najlepszy debiutant czeskiej extraligi w sezonie 2008/2009
- KHL (2010/2011):
  - Czwarte miejsce w klasyfikacji średniej goli straconych na mecz w sezonie zasadniczym: 2,05
  - Piąte miejsce w klasyfikacji średniej goli straconych na mecz w fazie play-off: 2,15
  - Piąte miejsce w klasyfikacji meczów bez straty gola w fazie play-off: 1 mecz
- KHL (2011/2012):
  - Pierwsze miejsce w klasyfikacji meczów bez straty gola w fazie play-off: 2
  - Najlepszy bramkarz: wrzesień 2011 oraz półfinały konferencji
- Mistrzostwa Świata w Hokeju na Lodzie 2012/Elita:
  - Pierwsze miejsce w klasyfikacji średniej goli straconych na mecz: 1,49